# 奇幻电影
奇幻電影（fantasy films）是奇幻类型的电影。這類型的電影都大量的包含魔法、超自然現實事件、或是幻想生物如龍、半獸人以及幻想世界如魔戒中的中土奇幻電影。在電影的劃分中可以與科幻電影以及恐怖電影劃為同一類型。

## 中国大陆

### 2025
封神第二部：战火西岐

### 2023
封神第一部：朝歌风云

### 2021
图兰朵：魔咒缘起、刺杀小说家、侍神令、真·三國無雙

### 2020
赤狐书生、晴雅集

### 2019
诛仙I、神探蒲松龄

### 2018
捉妖记2、狄仁杰3：四大天王、西游记·女儿国、阿修罗

### 2017
妖猫传、西游·伏妖篇、悟空传、三生三世十里桃花、奇门遁甲

### 2016
封神传奇、西游记·三打白骨精、长城、盗墓笔记、爵迹

### 2015
捉妖记、寻龙诀

### 2014
西游记·大闹天宫

### 2013
西游·降魔篇、狄仁杰2：神都龙王、白狐

### 2012
画皮II

### 2011
画壁

### 2010
狄仁杰：通天帝国

### 2008
画皮

### 2005
无极

## 美国

### 2023
龍與地下城：盜賊榮耀

### 2022
怪獸與鄧不利多的秘密

### 2021
綠衣騎士

### 2020
多力特的奇幻冒险

### 2019
阿拉丁

### 2018
怪獸與葛林戴華德的罪行

### 2017
亚瑟王：斗兽争霸、美女与野兽、加勒比海盗5：死无对证、新木乃伊

### 2016
魔兽、埃及神战、怪獸與牠們的產地、奇幻森林、佩小姐的奇幻城堡、爱丽丝梦游仙境2：镜中奇遇记、尋龍傳說、圆梦巨人、猎神：冬日之战、魔弦传说

### 2013
诸神之战2：诸神之怒、四十七浪人

### 2011
哈利波特－死神的聖物2、加勒比海盗4：惊涛怪浪

### 2010
哈利波特－死神的聖物、诸神之战、納尼亞傳奇：黎明行者號、最后的气宗

### 2009
哈利·波特与混血王子

### 2008
神鬼傳奇3、納尼亞傳奇：賈思潘王子

### 2007
哈利·波特与凤凰社、加勒比海盗3：世界的尽头

### 2006
龍騎士、加勒比海盗2：聚魂棺

### 2005
哈利·波特与火焰杯、納尼亞傳奇：獅子·女巫·魔衣櫥

### 2004
哈利·波特与阿兹卡班的囚徒

### 2003
指环王：王者归来

### 2002
指环王：双塔奇兵、哈利·波特与密室

### 2001
指环王：护戒使者、哈利·波特与魔法石、加勒比海盗：黑珍珠号的诅咒、神鬼傳奇2

## 風格定義
對於奇幻這種文學流派的定義一直沒有很明確，對奇幻電影來說也是如此。把一部電影分成奇幻類可能需要檢驗其主題、敘述方式和電影的其他結構元素。
例如，星際大戰系列有很多奇幻之處，但它也很科幻味。而時光大盜則看似科幻，但充滿奇幻味。有些電影評論家借用了科學奇幻一詞來描述這兩種類型的結合作品。
以奇幻元素為主的動畫電影並不一定被分入奇幻類，部分是因為它們是給兒童看的。例如，小鹿斑比和玩具總動員都不算是奇幻，儘管後者說來比前者更奇幻。1982年的鼠譚秘奇卻被分入奇幻，因為其中有魔法出現。
其他的兒童電影，例如華特·迪士尼1937年的經典動畫白雪公主也很難分類。白雪公主中有中世紀、矮人、巫術的使用以及其他常見的奇幻元素。但多數愛好者不會把這部電影視作奇幻片，而會把它分入童話。
超級英雄電影也符合奇幻或科幻的分類需求，不過他們通常被視做一個獨立的類型。然而有些評論家把超級英雄文學和電影分為奇幻文學的次文類（超級英雄奇幻）而不把他們獨立出來看。
充斥魔法的電影一開始被當成一種噱頭，例如在1976年的電影「Freaky Friday」和2003年的重製版中，一名母親和女兒魔幻的交換了身體，這技術上來說也許可分為奇幻，不過一般而言並不如此分類。
超現實主義電影也與奇幻相關，但他們摒棄了各類別的敘事手法而通常被視為獨立的類型。最後，許多武打片也設定在中世紀並含有奇幻元素（例如臥虎藏龍），但這些電影的愛好者並不認為這該分成奇幻類。

## 外部連結
- （英文）The Greatest Films: Fantasy Films（页面存档备份，存于） Warning: popup site.
- （英文）User generated reviews for your enjoyment
- （英文）Weekly Fantasy Movies Column on AMCtv.com（页面存档备份，存于）